# Élections législatives de 2002 en Tarn-et-Garonne
Les élections législatives françaises de 2002 se déroulent les 9 et 16 juin 2002. Dans le département de Tarn-et-Garonne, deux députés étaient à élire dans deux circonscriptions.

## Élus
| Circonscription | Député sortant   | Parti | Parti | Député élu ou réélu | Parti | Parti |
| --------------- | ---------------- | ----- | ----- | ------------------- | ----- | ----- |
| 1re             | Roland Garrigues |       | PS    | Brigitte Barèges    |       | UMP   |
| 2e              | Jean-Paul Nunzi  |       | PS    | Jacques Briat       |       | UMP   |

## Résultats

### Résultats au niveau départemental
| Parti                                               | Parti                               | Premier tour | Premier tour | Second tour | Second tour | Sièges |
| Parti                                               | Parti                               | Voix         | %            | Voix        | %           | Sièges |
| --------------------------------------------------- | ----------------------------------- | ------------ | ------------ | ----------- | ----------- | ------ |
|                                                     | Union pour un mouvement populaire   | 39 773       | 37,49        | 54 311      | 54,18       | 2      |
|                                                     | Majorité présidentielle             | 39 773       | 37,49        | 54 311      | 54,18       | 2      |
|                                                     |                                     |              |              |             |             |        |
|                                                     | Parti socialiste                    | 32 237       | 30,38        | 45 923      | 46,24       | 0      |
|                                                     | Parti communiste français           | 3 121        | 2,94         |             |             | 0      |
|                                                     | Les Verts                           | 2 781        | 2,62         | 0           |             |        |
|                                                     | Pôle républicain                    | 1 395        | 1,31         | 0           |             |        |
|                                                     | Gauche parlementaire                | 39 534       | 37,26        | 45 923      | 46,24       | 0      |
|                                                     |                                     |              |              |             |             |        |
|                                                     | Front national                      | 14 454       | 13,62        |             |             | 0      |
|                                                     | Chasse, pêche, nature et traditions | 4 264        | 4,02         | 0           |             |        |
|                                                     | Extrême gauche dont LCR et LO       | 4 073        | 3,84         | 0           |             |        |
|                                                     | Extrême droite dont MNR             | 2 943        | 2,77         | 0           |             |        |
|                                                     | Divers                              | 767          | 0,72         | 0           |             |        |
|                                                     | Génération écologie                 | 288          | 0,27         | 0           |             |        |
|                                                     |                                     |              |              |             |             |        |
| Inscrits                                            | Inscrits                            | 154 150      | 100,00       | 154 096     | 100,00      | 2      |
| Abstentions                                         | Abstentions                         | 44 855       | 29,1         | 48 496      | 31,47       |        |
| Votants                                             | Votants                             | 109 295      | 70,9         | 105 600     | 68,53       |        |
| Blancs et nuls                                      | Blancs et nuls                      | 3 199        | 2,93         | 5 366       | 5,08        |        |
| Exprimés                                            | Exprimés                            | 106 096      | 97,07        | 100 234     | 94,92       |        |
| Source : Ministère de l'Intérieur - Tarn-et-Garonne |                                     |              |              |             |             |        |

### Résultats par circonscription

#### Première circonscription (Montauban)
| Candidat       | Candidat                 | Parti            | Premier tour | Premier tour | Second tour | Second tour |  |
| Candidat       | Candidat                 | Parti            | Voix         | %            | Voix        | %           |  |
| -------------- | ------------------------ | ---------------- | ------------ | ------------ | ----------- | ----------- |  |
|                | Brigitte Barèges élue    | UMP              | 20 920       | 38,95        | 27 774      | 54,15       |  |
|                | Roland Garrigues sortant | PS               | 17 371       | 32,35        | 23 515      | 45,85       |  |
|                | Liliane Garcia           | FN               | 6 461        | 12,03        |             |             |  |
|                | Thierry Cabanes          | CPNT             | 1 930        | 3,59         |             |             |  |
|                | Jean-Louis Pujol         | Pôle républicain | 1 395        | 2,6          |             |             |  |
|                | Philippe Debaigt         | Les Verts        | 1 373        | 2,56         |             |             |  |
|                | Joëlle Greder            | PCF              | 1 193        | 2,22         |             |             |  |
|                | Édouard Grasso           | Extrême droite   | 650          | 1,21         |             |             |  |
|                | Simon Saddouk            | LCR              | 646          | 1,2          |             |             |  |
|                | Jean-Claude Espinosa     | LO               | 450          | 0,84         |             |             |  |
|                | Lucie Ramon              | MNR              | 449          | 0,84         |             |             |  |
|                | Marie-Christine Delbosc  | Extrême gauche   | 426          | 0,79         |             |             |  |
|                | Ghislain Loezer          | Divers           | 273          | 0,51         |             |             |  |
|                | Jean-Claude Grandin      | ND               | 166          | 0,31         |             |             |  |
|                | Stéphane Janda           | Divers           | 0            | 0            |             |             |  |
|                |                          |                  |              |              |             |             |  |
| Inscrits       | Inscrits                 | Inscrits         | 76 111       | 100,00       | 76 092      | 100,00      |  |
| Abstentions    | Abstentions              | Abstentions      | 20 979       | 27,56        | 22 216      | 29,2        |  |
| Votants        | Votants                  | Votants          | 55 132       | 72,44        | 53 876      | 70,8        |  |
| Blancs et nuls | Blancs et nuls           | Blancs et nuls   | 1 429        | 2,59         | 2 587       | 4,8         |  |
| Exprimés       | Exprimés                 | Exprimés         | 53 703       | 97,41        | 51 289      | 95,2        |  |

#### Deuxième circonscription (Castelsarrasin - Moissac)
| Candidat       | Candidat                | Parti          | Premier tour | Premier tour | Second tour | Second tour |  |
| Candidat       | Candidat                | Parti          | Voix         | %            | Voix        | %           |  |
| -------------- | ----------------------- | -------------- | ------------ | ------------ | ----------- | ----------- |  |
|                | Jacques Briat élu       | UMP            | 18 853       | 35,98        | 26 537      | 54,22       |  |
|                | Jean-Paul Nunzi sortant | PS (PRG)       | 14 866       | 28,37        | 22 408      | 45,78       |  |
|                | Claude Michel           | FN             | 7 993        | 15,26        |             |             |  |
|                | Chantal Delmas          | CPNT           | 2 334        | 4,45         |             |             |  |
|                | Hugues Bauchy           | PCF            | 1 928        | 3,68         |             |             |  |
|                | Geneviève Delfau        | Les Verts      | 1 408        | 2,69         |             |             |  |
|                | Laurence Carrara        | LCR            | 1 382        | 2,64         |             |             |  |
|                | Sandra Martinez         | Extrême droite | 1 154        | 2,2          |             |             |  |
|                | Gilles Brédillot        | MNR            | 690          | 1,32         |             |             |  |
|                | Jean-Paul Damaggio      | Extrême gauche | 595          | 1,14         |             |             |  |
|                | Françoise Ratsimba      | LO             | 574          | 1,1          |             |             |  |
|                | Paulo Varela da Veiga   | GÉ             | 288          | 0,55         |             |             |  |
|                | Odile Le Feuvre         | ND             | 181          | 0,35         |             |             |  |
|                | Serge Duparc            | Divers         | 147          | 0,28         |             |             |  |
|                | Patrick Caplan          | Divers         | 0            | 0            |             |             |  |
|                |                         |                |              |              |             |             |  |
| Inscrits       | Inscrits                | Inscrits       | 78 039       | 100,00       | 78 004      | 100,00      |  |
| Abstentions    | Abstentions             | Abstentions    | 23 876       | 30,59        | 26 280      | 33,69       |  |
| Votants        | Votants                 | Votants        | 54 163       | 69,41        | 51 724      | 66,31       |  |
| Blancs et nuls | Blancs et nuls          | Blancs et nuls | 1 770        | 3,27         | 2 779       | 5,37        |  |
| Exprimés       | Exprimés                | Exprimés       | 52 393       | 96,73        | 48 945      | 94,63       |  |